# Croix de la Carmoterie
La croix de la Carmoterie est une croix située à Mazerny, en France.

## Description
La Croix de la Carmoterie comporte un décor en ferronnerie composé des emblèmes de la Passion du Christ et du soldat-laboureur, symbole du travail agricole et de la guerre.

## Localisation
La croix est située sur la commune de Mazerny, dans le département français des Ardennes, à l'intersection de la D987 et de la D235.

## Historique
L'édifice est classé au titre des monuments historiques en 1993.

### Références

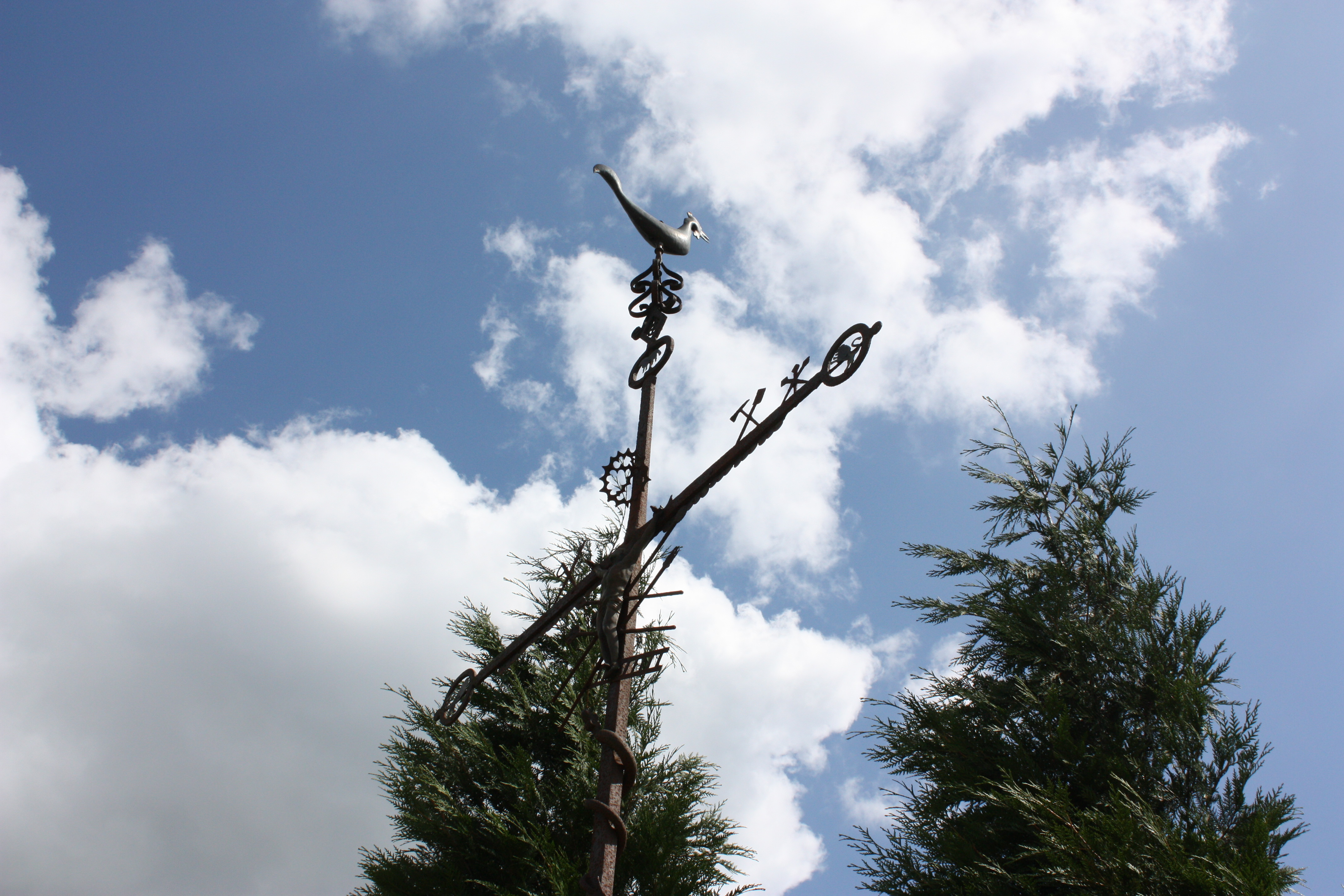
Détail